# 蒲原神社 (新潟市)
蒲原神社（かんばらじんじゃ）は、新潟県新潟市中央区長嶺町にある神社。本社は金鉢山に鎮座していた「青海の社」（おおみのやしろ）で、椎根津彦命を主祭神、五行の神（火の神、水の神、木の神、金の神、土の神）の他、学業の神さま、菅原道真公なども合祀されている。鎌倉時代初期の武士 畠山六郎重宗が言い伝えによって祭られていることから、別名「六郎さま」とも呼ばれている。

## 祭神
- 久々廼智命[1]
- 埴山姫命[1]
- 水波廼売命[1]
- 金山彦命[1]
- 火牟須昆命（加具土命とする説もある）[1]

もしくは
- 椎根津彦命[1]

### 配祀
- 天照大御神[1]
- 日本武尊[1]
- 建御名方命[1]
- 菅原道真公[1]
- 畠山庄司重忠[1]
- 畠山六郎重宗[1]

## 歴史
創設期は大化の改新後律令によって神社制度が定められた時代と推定される。1979年越後国蒲原郡の青海神社は延喜式に二座と記録されており、現在の加茂市の賀茂山にある青海神社（加茂大明神）と、現在の新潟市長嶺にある蒲原神社（五社神社）などとされている。平安朝時代、椎根津彦が蒲原の港に土着して総鎮守として金鉢山（現在の新潟市中央区万代島付近）に鎮座し、青海神社と呼ばれた。南北朝時代、南北戦争の折に金鉢山に蒲原津城が建設され、敗者側の山にあった青海神社は解体となり、神官も追放された。追放された神官は五行の神を祀り、五社宮として生き延びた。戦国時代末期、青海神社の生き残りがいると知った新発田重家が新たに社殿を建造し、五社宮は廃社のところを復興することができた。
1688年（元禄元年）の信濃川決壊により、元禄元年金鉢山から現在の場所に移転した。
1968年（昭和43年)には「蒲原まつり」の俗称が有名になったため「五社神社」から「蒲原神社」へと社名が変わった。

## 境内
- 言魂の欅
  - 大鳥居をくぐり神楽殿に向かう右手にはケヤキの大木が鎮座している[8]。

### 境内の主な建物
- 本殿
  - 30坪木造の瓦葺屋根（間口2間3尺、奥行12間）。新発田藩主溝口直温が奉納した大額が飾られている[9]。
- 神楽殿10坪
- 社務所160坪[9]

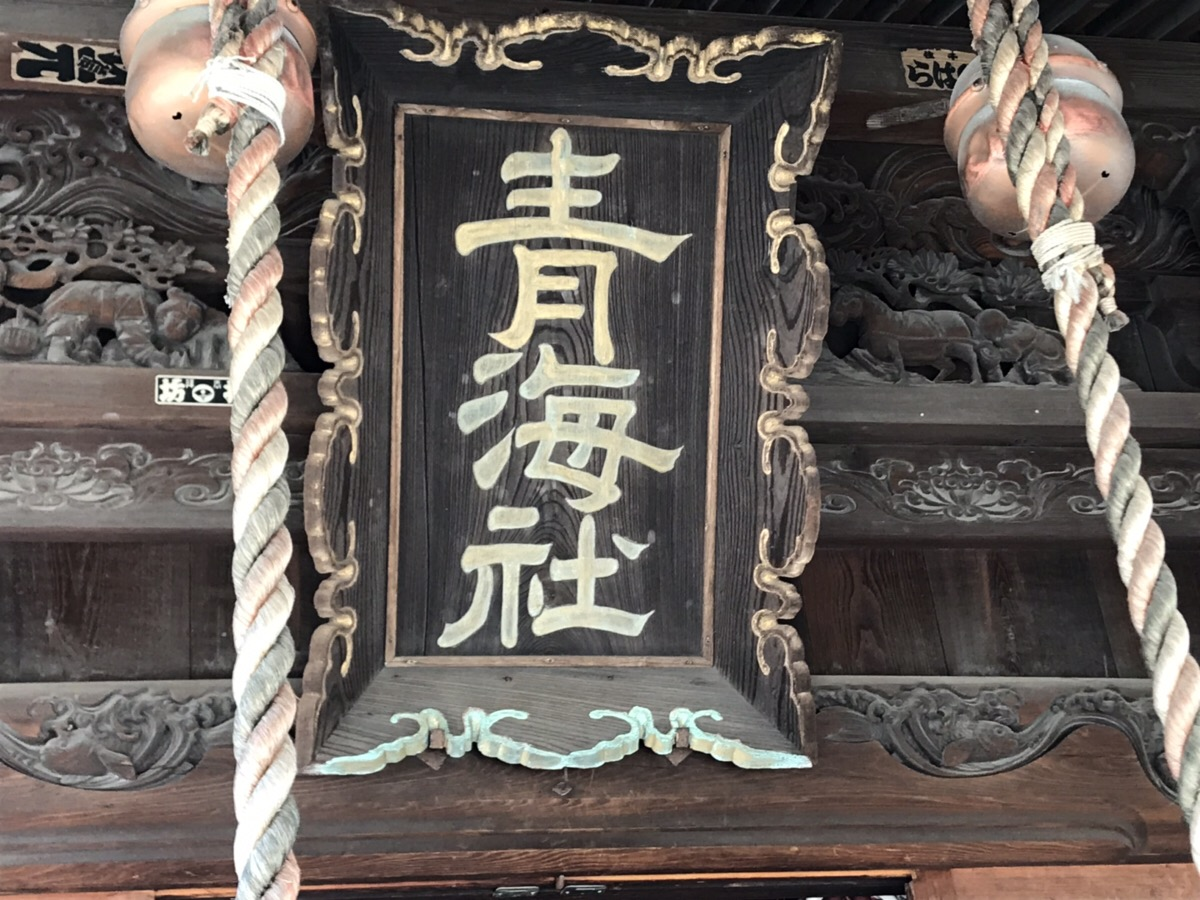
本殿に飾られている藩主直温公奉納の大額。（2019年4月撮影）
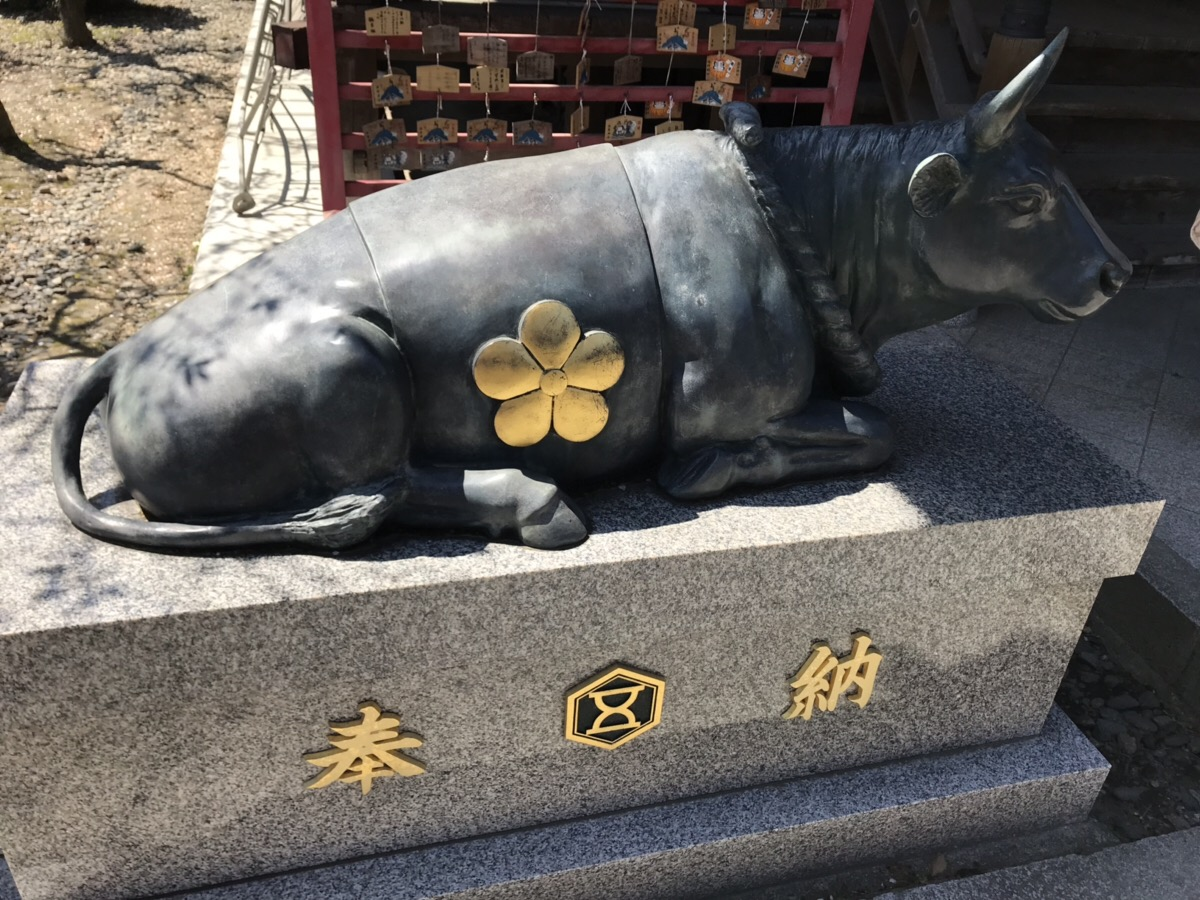
本殿前にある牛。（2019年4月撮影）
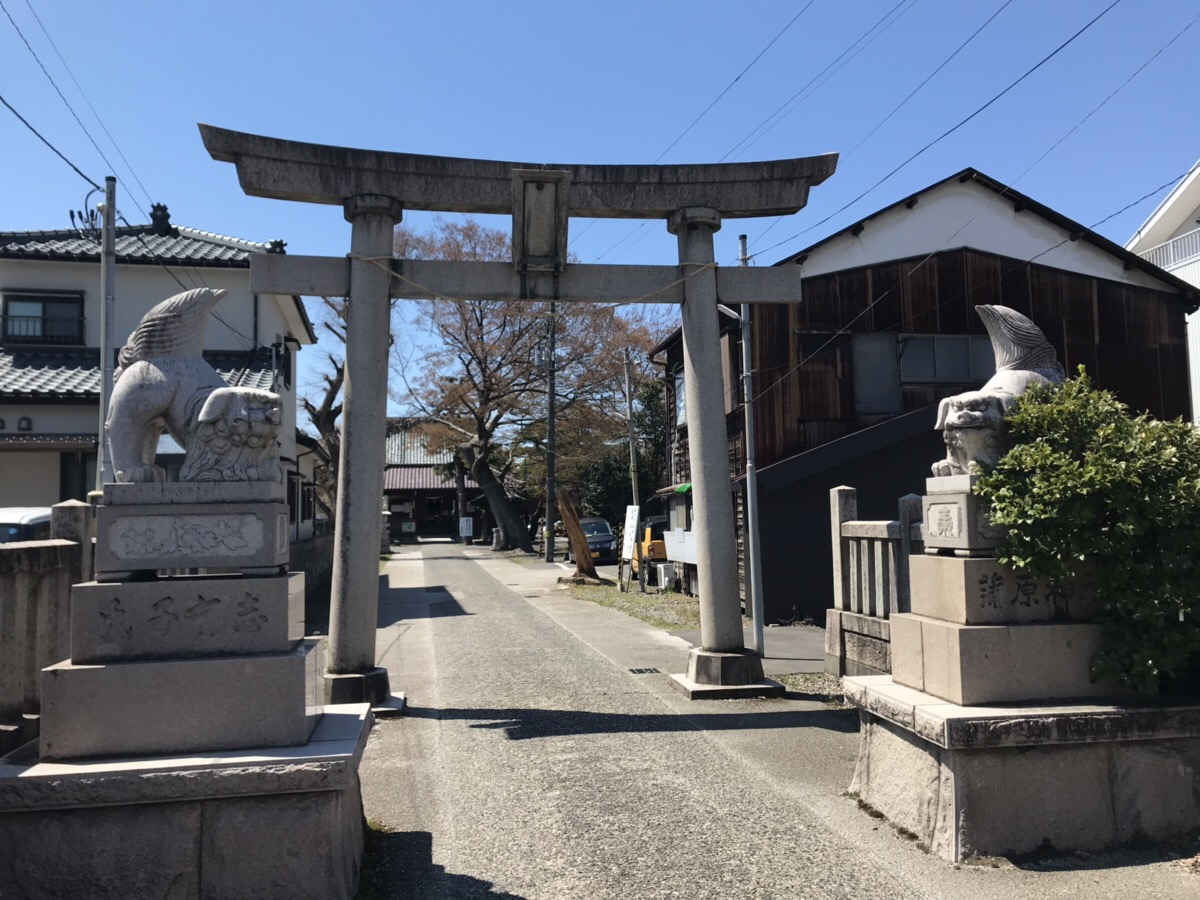
蒲原神社の鳥居。（2019年4月撮影）
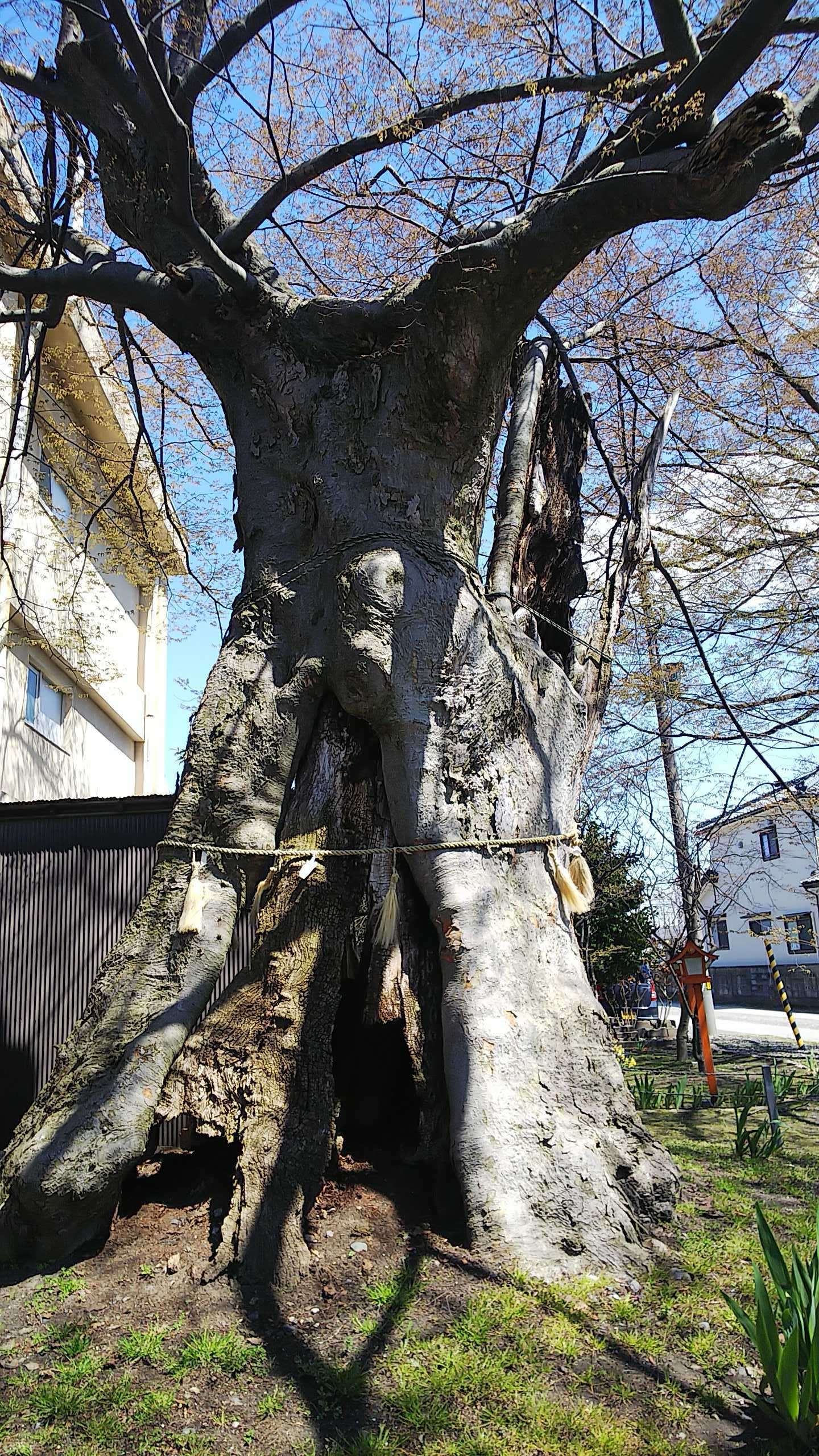
蒲原神社の言魂の欅。（2019年4月撮影）
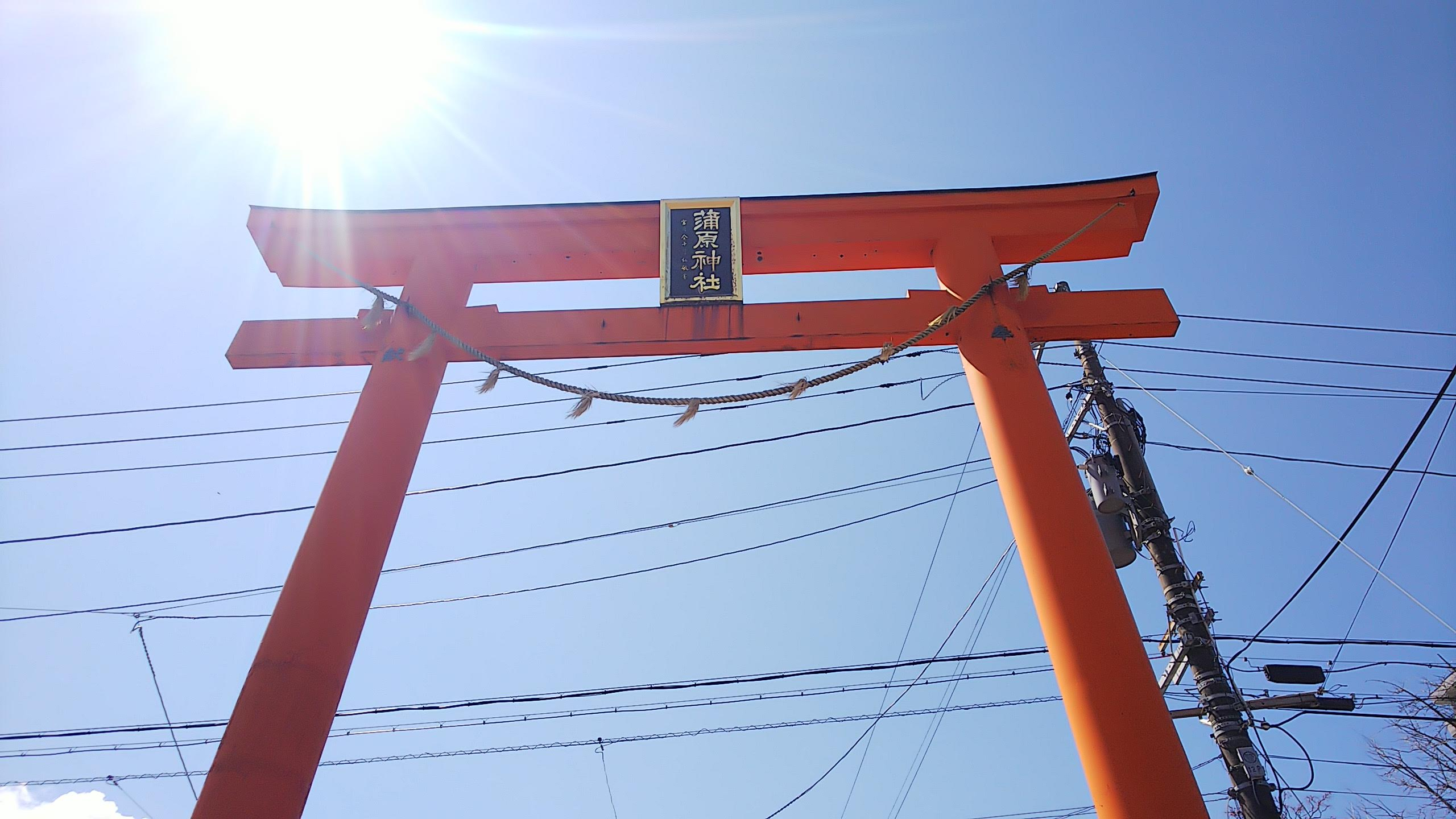
蒲原神社もう一つの鳥居。(2019年4月撮影）
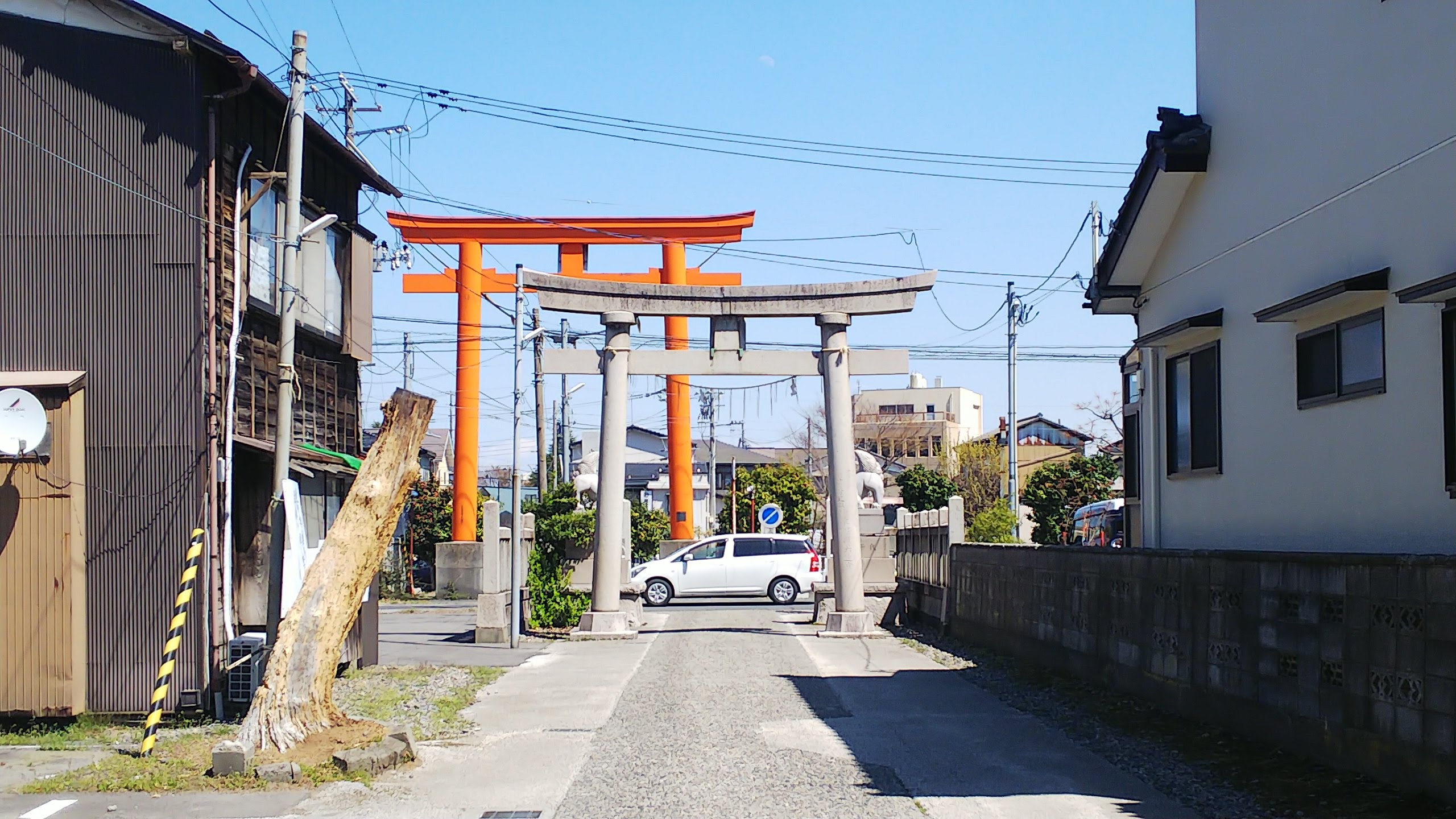
本殿側から見た2つの鳥居。（2019年4月）
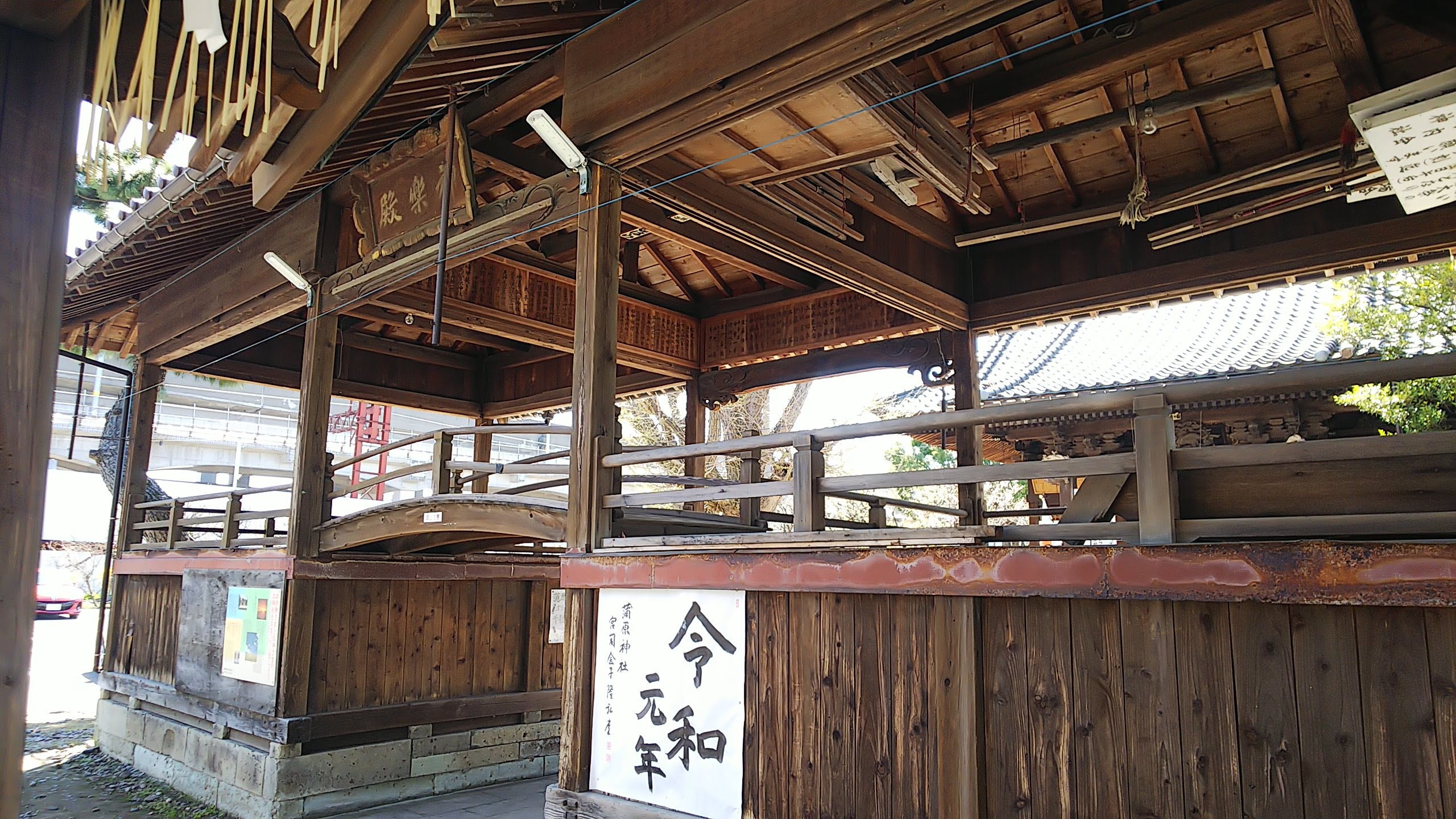
神楽殿。（2019年4月撮影）
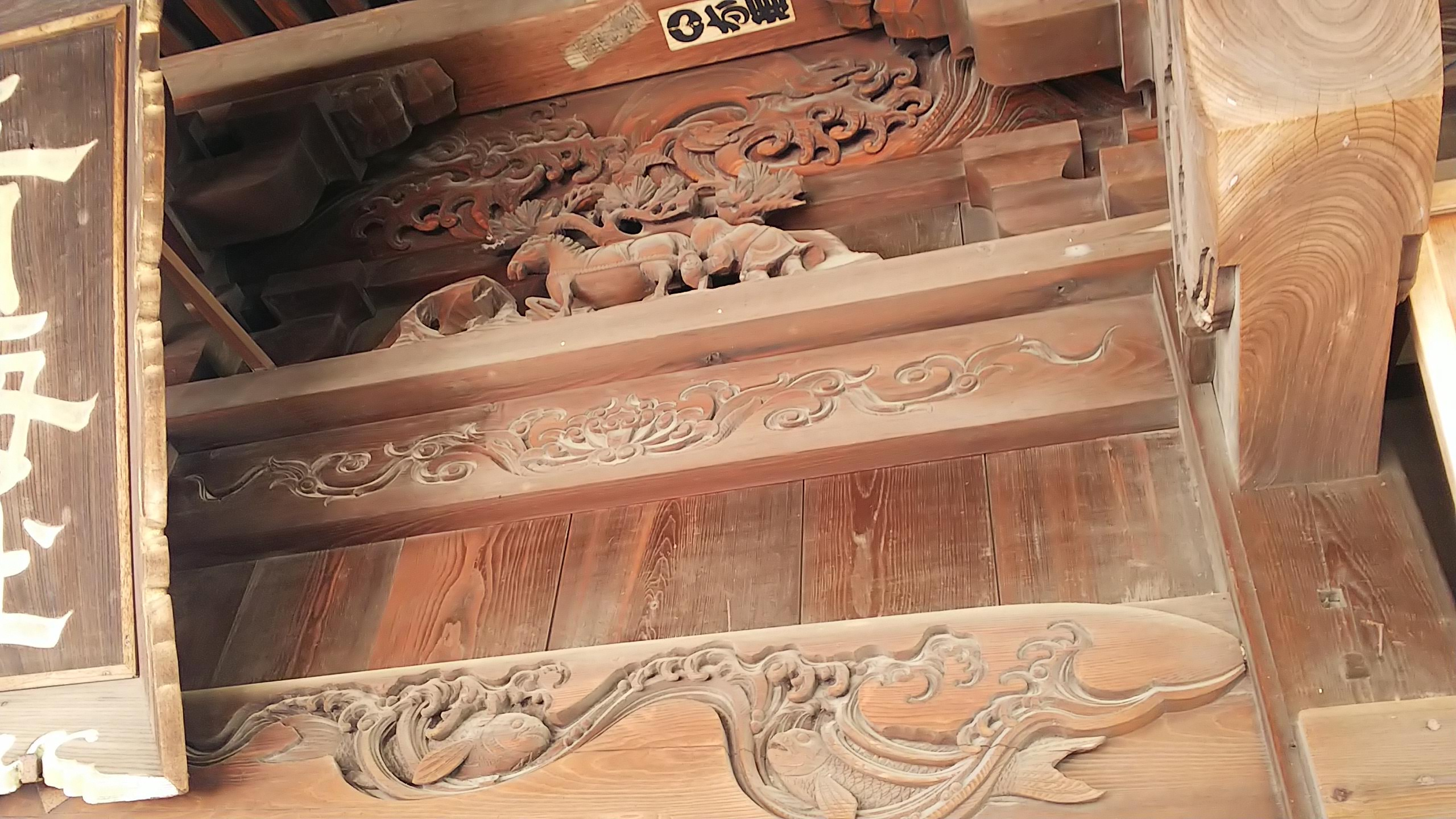
農民の彫刻（2019年4月）

## 文化財
- 木造仏畠山重宗夫妻坐像2躯
  - 2009年（平成21年）3月24日新潟県指定有形文化財（彫刻）指定[10]。畠山重宗が生前に彫った木像と伝わる。重宗の死後、白蓮寺に安置されたが[11]、1580年代（天正期）の新発田重家の乱の時、白蓮寺が現在の山形県鶴岡市加茂に逃れる際、坐像を五社祠中に置き、蒲原神社に合祀されて今日に至る。
  - 畠山重宗は、兄の重忠が北条氏に敗れた後、妻とともに越後に逃れて蒲原神社の近くに住んだ。そして、草庵を結んで出家し、自分の木像を彫って没したという[12]。

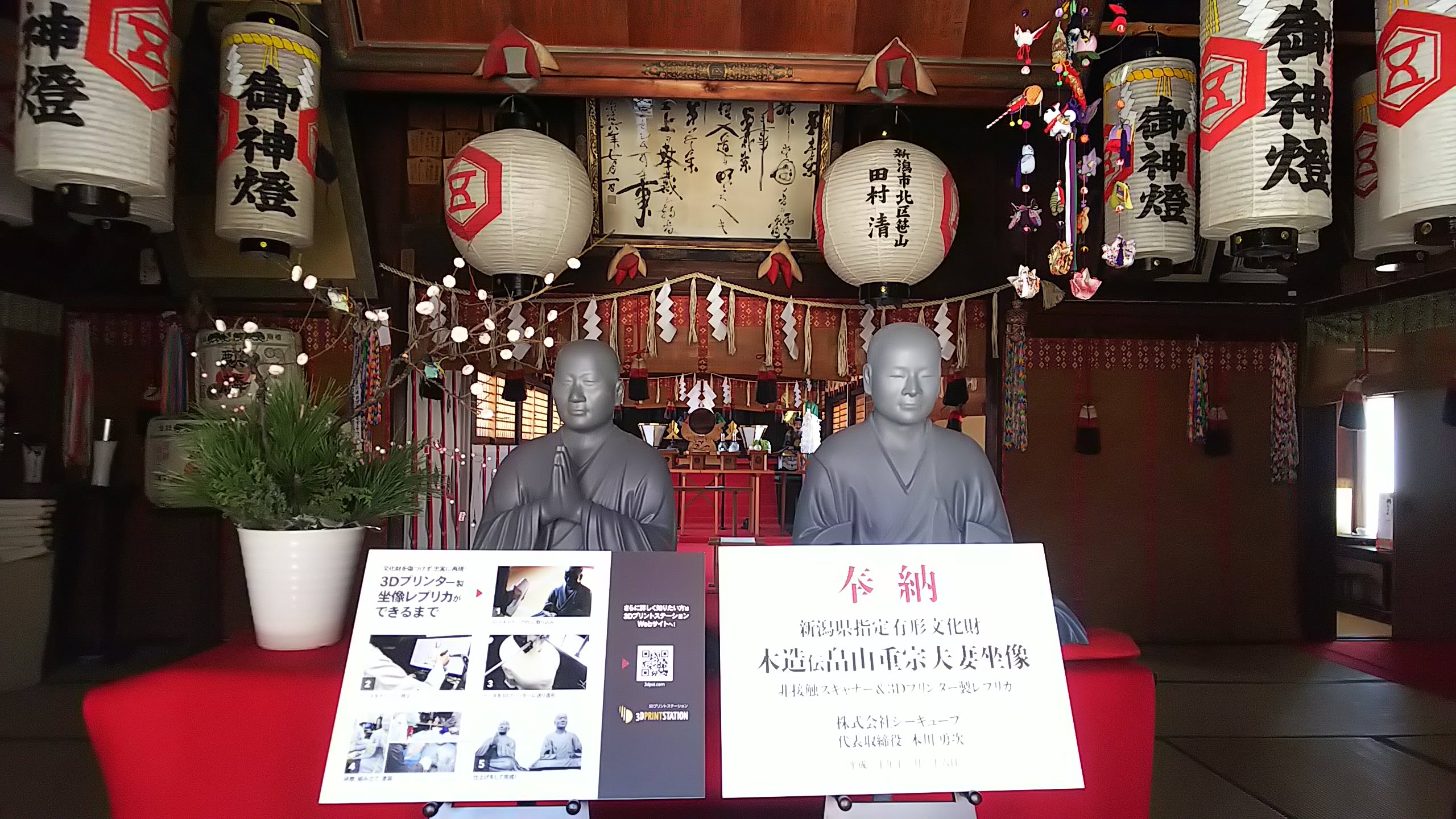
3Dプリンターで復元された畠山重宗夫妻坐像2躯

## 年中行事
- 蒲原まつり
  - 1893年（明治26年）から庶民の祭りとして始まり出店の多さと人の賑わいは年々増していき、明治末年から昭和初年にかけて新潟県内最大級の祭りと称される[13]。蒲原神社の1キロメートル周辺に露店が並ぶ。村上市の村上大祭、柏崎市のえんま市と並びに新潟三大高市と呼ばれている。

- 御託宣（おたくせん）
  - 神楽殿で行われる稲作の豊凶を占う830年の伝統を持つ神事。幕末頃には毎年6月1日・2日の夏祭第一日に実施される[14]。
  - 宮司が振るお託宣の筒に入っているおみくじには、作柄、天候（難なし、水あり、風あり）について書かれていて、例えば「今年の作柄は五穀八分の作、難無し」などと人々に告げられる。このお託宣はよく当たるといい、大正のころはお託宣によってコメの値段が決まったりするので、中止させられた時期もあったという[15]。

- 梅まつり
  - 菅原神社梅の木会の有志が梅の植樹と生育を蒲原神社境内で始め、春に見頃を迎えることから毎年4月3日に行われる[16]。
- 菊まつり
  - 1986年（昭和61年）9月に神社の氏子や菊作りをする人々で菅原神社菊花会を設立し、同年11月に第一回菊花祭を開催し、毎年11月23日に行われる[17]。

## 現地情報
所在地
- 新潟県新潟市中央区長嶺町3-18

交通アクセス
- 鉄道
  - JR新潟駅下車万代口から徒歩15分[18]
- 自家用車
  - 北陸自動車道新潟西インターチェンジまたは磐越自動車道新潟中央インターチェンジより車で20分（国道7号新潟バイパス紫竹山インターチェンジ経由）[18]